# Robert Gravel
 (janvier 2019).
Pour les articles homonymes, voir Gravel.
Robert Gravel, né le 14 septembre 1944 à Montréal, décédé le 12 août 1996 à Saint-Gabriel-de-Brandon, Québec, est un comédien, metteur en scène, dramaturge et enseignant québécois. Il est le cofondateur du Théâtre Expérimental de Montréal (TEM), du Nouveau Théâtre expérimental (NTE) et d'Espace Libre. Il fonde en 1977 la Ligue nationale d'improvisation (LNI) qu'il préside jusqu'à sa mort. En son hommage, une école secondaire spécialisée en art dramatique porte son nom. Il a eu un record énorme de 266 votes dans la salle.

## Théâtre Expérimental
Avec Jean-Pierre Ronfard et Pol Pelletier, il fonde, au milieu des années 1970, le Théâtre expérimental de Montréal (TEM) à la Maison Beaujeu. À la suite de conflits idéologiques, le groupe se scinde : Pol Pelletier crée le Théâtre Expérimental des Femmes tandis que Robert et Jean-Pierre s'allient à Robert Claing et Anne-Marie Provencher pour fonder le Nouveau Théâtre expérimental (NTE) à l'Espace Libre. Explorant tous les genres théâtraux, la bande du NTE innove. Robert Gravel s'intéresse particulièrement au naturalisme, sans toutefois refuser des rôles grandioses tels que celui de Richard Ier dans Vie et mort du roi boîteux, de Jean-Pierre Ronfard.

## Ligue nationale d'improvisation (LNI)
Le 21 octobre 1977, Robert Gravel et Yvon Leduc fondent au travers de la Ligue nationale d'improvisation le concept de match d'improvisation, basé sur une joute sportive (inspirée du sport national québécois, le hockey) opposant deux équipes marquant des points selon le vote des spectateurs. Ainsi, après chaque improvisation (chacune ayant un thème, une structure et un nombre de joueurs établis aléatoirement).

## Comédien et dramaturge
La carrière de Robert Gravel, au théâtre, s'est dessinée sous le signe de l'audace et de l'inventivité et parfois même du scandale[non neutre].
Comme acteur, il est de l'équipe des Jeunes comédiens du TNM, au début des années 1970. Il est l'un des interprètes de Faut jeter la vieille, une pièce de Dario Fo mise en scène, en 1969, par Paul Buissonneau qui déroute les spectateurs du Théâtre du Nouveau Monde et ravit les amateurs de théâtre,. Toujours au TNM, mais cette fois sous la direction de Jean-Pierre Ronfard, il est de la production de la Charge de l'orignal épormyable de Claude Gauvreau, en 1974. En 1981 et en 1982, il interprète Richard Premier, le rôle principal de la saga théâtrale Vie et mort du Roi Boiteux de Jean-Pierre Ronfard. Il participe aussi à la création de Matroni et moi d'Alexis Martin, en 1995. Il tient plusieurs rôles au cinéma ainsi qu'à la télévision.
Comme dramaturge, Gravel est l'auteur de trois pièces à l'humour grinçant formant une trilogie qui porte le titre de La Tragédie de l'Homme. Ce sont Durocher le milliardaire (sur le pouvoir et l'argent), L'homme qui n'avait plus d'Amis (sur la solitude) et Il n'y a plus rien (sur la vieillesse), toutes trois montées à l'Espace Libre par le Nouveau Théâtre expérimental. Au moment de son décès, Gravel travaille sur la version finale de ''Thérèse, Tom et Simon'', dont une version est présentée en 1997.
Robert Gravel travaille aussi en collaboration avec d'autres auteurs. Avec Jean-Pierre Ronfard, il coécrit Tête à tête et Matine : Sade au petit-déjeuner. Avec Alexis Martin, il coécrit et interprète ''Nudité'', une pièce produite par le Nouveau théâtre expérimental et dans laquelle tant les acteurs comme les spectateurs doivent être dénudés. La pièce est présentée deux fois. Elle est interdite par la Ville de Montréal,.

## Enseignant
Robert Gravel enseigne l'improvisation théâtrale à l'École nationale de théâtre de Montréal, au Cégep de St-Hyacinthe et anime des ateliers de formation.

## Décès
Robert Gravel meurt des suites d'un infarctus en 1996. Il est enterré au Cimetière Notre-Dame-des-Neiges, à Montréal.

## Filmographie

### Cinéma
- 1974 : Les «troubbes» de Johnny (Johnny)
- 1975 : La Tête de Normande St-Onge (un policier)
- 1975 : Les Vautours
- 1979 : Au revoir... à lundi (un policier)
- 1983 : Au clair de la lune (Maurice Dieumegarde)
- 1984 : Le Dernier glacier (Raoul)
- 1985 : Le Matou : policier
- 1986 : Pouvoir intime (Martial)
- 1987 : Les Noces de papier (le directeur de l'immigration)
- 1989 : Dans le ventre du dragon (Voisin 1)
- 1989 : Chattahoochee (Lucas)
- 1993 : Second Souffle
- 1995 : Erreur sur la personne (le chef de police)
- 1995 : Liste noire (juge Émile Tardif)
- 1996 : Pudding chômeur
- 1996 : Remue-ménage
- 1998 : Les Mots magiques (Le Père)

### Télévision
- 1974-1976 : La Petite Patrie : Allaire
- 1977 : Monsieur Zéro : Constance Tremblay
- 1980 : Frédéric : le terroriste
- 1980-1981 : L'Ingénieux Don Quichotte : Don Quichotte
- 1982-1983 : S.O.S. j'écoute
- 1984 : Bonheur d'occasion : Denis
- 1987-1990 : L'Héritage : Miville Galarneau
- 1990-1992 : Jamais deux sans toi : Ronald « Ron » Langlois
- 1991 : Marilyn : Jacques Melançon
- 1994 : La Petite Vie : T-Bone
- 1995-1996 : Les Héritiers Duval : Ronald « Ron » Langlois
- 1996 : Virginie : Gilles Bazinet

### Théâtre
- La tragédie de l'homme :
  - Durocher le milliardaire, 1991
  - L'homme qui n'avait plus d'amis, 1991
  - Il n'y a plus rien, 1992
- Thérèse, Tom et Simon, 1996

## Distinctions
- 1980 - Étoile de la saison de la Ligue nationale d'improvisation
- 1987 - Étoile de la saison de la Ligue nationale d'improvisation
- 1997 - Intronisation posthume au Temple de la renommée de la Ligue nationale d'improvisation